# 498 př. n. l.

## Události
- Maloasijští Řekové dobyli v rámci iónského povstání město Sardy, metropoli lýdské satrapie

## Hlava státu
- Perská říše – Dareios I. (522 – 486 př. n. l.)
- Egypt – Dareios I. (522 – 486 př. n. l.)
- Sparta – Kleomenés I. (520 – 490 př. n. l.)
- Makedonie – Amyntás I. (547 – 498 př. n. l.) » Alexandr I. (498 – 454 př. n. l.)
- Kartágo – Hamilcar I. (510 – 480 př. n. l.)